# Without Your Love (låt av André)
Without Your Love är en låt framförd av den armeniska sångaren André. Låten representerade Armenien vid Eurovision Song Contest 2006 i Aten i Grekland. Låten är skriven av Armen Martirosyan och Catherine Bekian. Det var Armeniens debutbidrag eftersom det var första gången landet deltog i tävlingen.
Bidraget framfördes i semifinalen den 18 maj 2006 där det tog sig vidare till final med en sjätte plats och 150 poäng. I finalen den 20 maj slutade det på åttonde plats med 129 poäng.